# الضربات الإسرائيلية على إيران (يونيو 2025)
الضربات الإسرائيلية على إيران بدأت في الساعات الأولى من يوم الجمعة، 13 يونيو 2025، حين شنّت إسرائيل سلسلة من الضربات الجوية غير المسبوقة وواسعة النطاق على أهداف داخل الأراضي الإيرانية، شملت منشآت نووية، ومصانع صواريخ باليستية، وقادة عسكريين، وعلماء نوويين. وقد أُطلق على العملية الاسم الرمزي «عَم كِلافي» (بالعبرية: עם כלביא، وتعني حرفيًا شعب كلبؤة).
تلت ضربات البداية سلسلة من الهجمات المستمرة على أهداف مختلفة في إيران خلال الأيام التالية. في اليوم التالي لبدء العملية، أعلن الجيش الإسرائيلي عن تحقيق حرية الحركة في الأجواء الإيرانية، وفي المقابل، شنت إيران عملية رد تحت اسم "عملية الوعد الصادق 3"، شملت إطلاق صواريخ باليستية على إسرائيل، ما أسفر عن مقتل العشرات من المدنيين وإصابة المئات، بالإضافة إلى التسبب في أضرار كبيرة في الممتلكات.
وذكرت تقارير إعلامية أن دوي انفجارات سُمع في العاصمة الإيرانية طهران، وبالقرب من قواعد عسكرية وفي أحياء يسكنها كبار القادة الإيرانيين. كما أُبلغ عن انفجارات في نطنز، بمحافظة أصفهان، حيث تقع واحدة من أهم المنشآت النووية في إيران.
وقُتل خلال الضربات قائد الحرس الثوري الإيراني، اللواء حسين سلامي، ورئيس هيئة الأركان العامة للقوات المسلحة الإيرانية، اللواء محمد باقري، وقائد مقر خاتم الأنبياء المركزي، اللواء غلام علي رشيد.، ومستشار المرشد الأعلى ورئيس المجلس الأعلى للأمن القومي الإيراني، وقائد قوة الجوفضائية بالحرس الثوري، العميد أمير علي حاجي زاده، ونائب رئيس الاستخبارات في القوة الجوفضائية بالحرس الثوري، العميد خسرو حسني، وقائد الدفاع الجوي فيها العميد ثاني داود شيخيان، ومساعد رئيس هيئة الأركان العامة لشؤون الاستخبارات الإيرانية، اللواء غلام رضا محرابي، ومساعد رئيس هيئة الأركان العامة الإيرانية لشؤون العمليات، اللواء مهدي رباني.
وأعلنَ الحرسُ الثوري الإيراني في بيانٍ لهُ يومَ الأحد 15 يونيو مقتلَ رئيسِ جهاز الإستخبارات بالحرسِ الثوري، العميد محمد كاظمي، ونائبهِ العميد حسن محقق، والعميد محسن باقري، بالضرباتِ الإسرائيلية على العاصمةِ طهران يومَ الأحد.
وفي وقت لاحق كشفت وكالة أنباء فارس الإيرانية شبه الرسمية عن إصابة الرئيس الإيراني، مسعود بزكشيان بجروح طفيف في قدمه خلال الهجوم الاسرائيلي الذي استهدف اجتماعًا للمجلس الاعلى للأمن القومي في إيران يوم الاثنين 16 يونيو 2025 وهو الاجتماع الذي ضم رؤساء السلطات الثلاث، وعقد في الطوابق السفلى لمبنى غربي العاصمة طهران.
وفي 17 يونيو 2025 أعلنت اسرائيل اغتيال علي شادماني، قائد مقر خاتم الأنبياء، بعد أربعة أيام فقط من تعيينه في هذا المنصب، وذلك بعد اغتيال سلفه في نفس الدور، اللواء غلام علي رشيد. وكان شادماني، الذي عينه علي خامنئي، القائد العسكري الأرفع في إيران وقت مقتله. غير أن وسائل إعلام إيرانية رسمية أكدت وفاة شادماني الأربعاء 25 يونيو 2025 متأثرا بإصابات لحقت به في قصف إسرائيلي في وقت سابق.
وأفادت وسائل إعلام إيرانية بمقتل العلماء النوويين فريدون عباسي دواني، الأمين العام الأسبق لمنظمة الطاقة الذرية الإيرانية، ومحمد مهدي طهرانجي، رئيس جامعة آزاد الإسلامية بطهران، وأعلن الجيش الإسرائيلي أن سلاح الجو تمكّن من تصفية عددٍ إضافي من العلماء ذوي الخبرات الخاصة المرتبطة مباشرةً ببرنامج إيران النووي، وهم: أكبر مطلب زاده، خبير في الهندسة الكيماوية، وسعيد برجي، خبير في هندسة المواد، وأمير حسن فكهي، خبير في الفيزياء، وعبد الحميد منوشهر، خبير في فيزياء المفاعلات النووية، ومنصور عسكري، خبير في الفيزياء، وأحمد رضا ذو الفقاري دارياني، خبير في الهندسة الذرية، وعلي باكوايي كتريمي، خبير في الميكانيك.
وتم أيضا استهداف رموز السلطة الإيرانية، بما في ذلك مؤسسات حكومية، بهدف تقويض قدرة النظام على إدارة شؤون الدولة. بالإضافة إلى ذلك، نفذت إسرائيل هجمات سيبرانية على النظام المصرفي الإيراني، مما أدى إلى تعطيل خدمات البنوك الإلكترونية وأجهزة الصراف الآلي، مما أثر على ملايين المواطنين. كما تم تنفيذ هجمات على البث التلفزيوني الحكومي، حيث تم اختراق شاشات التلفزيون الإيرانية لبث رسائل مناهضة للنظام.
هذه الهجمات تُظهر تكاملًا بين العمليات العسكرية التقليدية والعمليات السيبرانية، مما يعكس تحولًا في أساليب الصراع بين الدول.
وفقًا للتقارير، نُفذت الهجمات بواسطة الجيش الإسرائيلي والموساد. وصرّح رئيس الوزراء الإسرائيلي بنيامين نتنياهو أن إسرائيل هاجمت لأن إيران قد تتمكن من إنتاج سلاح نووي خلال "عام" أو "عدة أشهر".
في الأشهر التي سبقت الهجوم، كانت إيران والولايات المتحدة تتفاوضان على اتفاق نووي جديد بعد أن علّق الرئيس الأميركي دونالد ترمب مشاركة بلاده في خطة العمل الشاملة المشتركة خلال الولاية الأولى لدونالد ترمب. تقوم إيران حاليًا بـتخصيب اليورانيوم بنسبة تصل إلى 60%، وهي نسبة قريبة من مستوى صنع الأسلحة، كما تسارع في تطوير برنامجها النووي من خلال تركيب أجهزة الطرد المركزي الأكثر تقدمًا. ويحذر المحللون من أن هذه الأنشطة تتجاوز أي غرض مدني معقول.
قبل يوم واحد من الهجوم، أعلنت الوكالة الدولية للطاقة الذرية أن إيران غير ملتزمة بتعهداتها النووية، وذلك للمرة الأولى منذ عشرين عامًا. وردّت إيران بفتح موقع تخصيب جديد وتركيب أجهزة طرد مركزي متطورة.
وفي 22 يونيو، أعلن الرئيس الأمريكي دونالد ترامب عن تنفيذ غارات مكثفة بالتنسيق الكامل مع إسرائيل استهدفت المنشآت النووية الإيرانية في فوردو ونطنز وأصفهان، حيث شاركت فيها قاذفات بي-2 وأسفرت عن تدمير كامل للمواقع المستهدفة. ويأتي هذا التحرك بعد فترة طويلة من الحديث عن احتمال توجيه ضربة أميركية مباشرة، ما يمثل تحولاً نوعياً بدخول الولايات المتحدة في مواجهة نشطة مع إيران، وليس فقط من خلال دعم إسرائيل في اعتراض الصواريخ على أراضيها.
في 24 يونيو 2025، تم التوصل إلى اتفاق لوقف إطلاق النار بوساطة الرئيس الأمريكي دونالد ترامب، الذي وصف النزاع بـ"حرب الـ12 يومًا".

## خلفية

### العلاقات الإيرانية الإسرائيلية
منذ تأسيس دولة إسرائيل عام 1948، وحتى الثورة الإسلامية في إيران عام 1979، اتسمت العلاقات بين البلدين بتعاون وثيق شمل مجالات الاقتصاد والتكنولوجيا والأمن، خاصة في عهد الشاه محمد رضا بهلوي. كانت إيران من أوائل الدول ذات الغالبية المسلمة التي اعترفت بإسرائيل، وافتتحت فيها سفارة. غير أن الثورة الإسلامية غيّرت هذا الواقع جذريًا، إذ قطعت الجمهورية الإسلامية العلاقات وتبنت خطابًا عدائيًا، معتبرة إسرائيل "عدوًا صهيونيًا". ومنذ ذلك الحين، دعمت إيران ما يُعرف بمحور المقاومة، الذي يضم حركات مثل حماس، والجهاد الإسلامي، وحزب الله، عبر تمويل وتسليح مباشر. وصرّح المرشد الأعلى الإيراني علي خامنئي، بأن إسرائيل "ورم سرطاني خطير يجب استئصاله"، مؤكّدًا أنها لن تبقى موجودة في المستقبل، وداعيًا إلى إزالتها من الوجود كحلّ وحيد للقضية الفلسطينية، في امتداد لخطاب عدائي تبنّاه قادة الثورة الإسلامية منذ عام 1979.
وفي المقابل، تصاعدت مخاوف إسرائيل من البرنامج النووي الإيراني الذي تعتبره تهديدًا وجوديًا، بينما تصر إيران على سلمية برنامجها رغم تخصيب اليورانيوم بنسب مرتفعة. إضافة إلى ذلك، طورت إيران صواريخ باليستية بعيدة المدى قادرة على حمل رؤوس نووية، مما يعزز المخاوف من استخدامها في المستقبل. وأثار تسلُّح إيران بالأسلحة النووية قلقًا أيضًا لدى السعوديين، كما عبّر عن ذلك مندوب السعودية بوكالة الطاقة الذرية الأمير عبد الله بن خالد بن سلطان: "إن المملكة تؤكد على دعمها المستمر لجميع الجهود الدولية الرامية لضمان منع إيران من حيازة السلاح النووي، وتدعو إلى عدم إضاعة الفرصة والمزيد من الوقت للوصول إلى حل يحفظ الأمن والاستقرار في المنطقة".
فمنذ عام 2023، تصاعدت التوترات بين الطرفين تصاعدًا غير مسبوق. بدأت المرحلة الجديدة من التصعيد مع الهجوم الكبير الذي شنّته حركة حماس على إسرائيل في 7 أكتوبر 2023، والذي أسفر عن مقتل أكثر من ألف إسرائيلي. حمّلت إسرائيل إيران مسؤولية الدعم والتسليح. وخلال الحرب، نفذت إسرائيل غارة جوية استهدفت مبنى مجاورًا للسفارة الإيرانية في دمشق، أسفرت عن مقتل عدد من قيادات الحرس الثوري الإيراني، بينهم ضباط رفيعو المستوى. وفي أبريل 2024، أقدمت إيران على تنفيذ أول هجوم مباشر ضد إسرائيل من أراضيها، مستخدمة أكثر من 300 طائرة مسيّرة وصواريخ ولقد سمي الهجوم "عملية الوعد الصادق". ونجحت إسرائيل في اعتراض معظم الهجوم بمساعدة الولايات المتحدة وحلفائها، لكن الهجوم اعتُبر نقطة تحول في طبيعة الاشتباك بين الطرفين.
تواصلت التوترات بين البلدين مع اغتيال إسماعيل هنية في طهران في يوليو 2024، في عملية منسوبة إلى إسرائيل، ما شكّل تصعيدًا إضافيًا في الصراع. وفي أكتوبر 2024، كررت إيران هجومها على إسرائيل، في ثاني ضربة مباشرة خلال أقل من ستة أشهر وتسمى "عملية الوعد الصادق 2". شمل الهجوم دفعة جديدة من الصواريخ والطائرات المسيّرة، انطلقت من الأراضي الإيرانية ومن قواعد لوكلائها في العراق واليمن وسوريا. وفي أكتوبر من العام نفسه، نفذت إسرائيل عدة ضربات على منشآت الدفاع الجوي، وعلى مصانع الطائرات بدون طيار، وعلى منشأة نووية إيرانية في بارشين، وُصفت بأنها ضربة استباقية لعرقلة التقدم النووي الإيراني.
وقال مصدر من وزارة الدفاع الإيرانية في 2024 إنّ كوريا الشمالية وإيران اتفقا على تبادل تكنولوجيا تصنيع المسيرات الإيرانية مقابل نقل تكنولوجيا تصنيع الصواريخ البالستية البعيدة المدى الكورية الشمالية وتكنولوجيا كورية في المجال النووي. وتسلمت إيران في هذه الصفقة صواريخ كورية شمالية قادرة على حمل رؤوس نووية.
وفي فبراير 2025 صرّح إبراهيم جباري، مستشار قائد الحرس الثوري الإيراني، أن عملية "الوعد الصادق 3" ستُنفّذ في الوقت المناسب بهدف تدمير إسرائيل وتسوية تل أبيب وحيفا بالأرض، مؤكداً جاهزية قوى المقاومة في المنطقة واستعدادها للرد على أي هجوم ضد إيران.

### برنامج إيران النووي
المقالة الرئسية: برنامج إيران النووي
يُعدّ البرنامج النووي الإيراني من أكثر الملفات إثارةً للجدل على الساحة الدولية، حيث يُنظر إليه على نطاق واسع كعامل تهديد استراتيجي لاستقرار منطقة الشرق الأوسط. منذ تأسيسه في عقد السبعينيات من القرن الماضي بمساعدة غربية، لقد مرّ البرنامج بتحولات كبرى، أبرزها استئناف إيران أنشطتها النووية بعد الثورة الإسلامية، وتصاعد الشكوك الدولية حول الأهداف الحقيقية وراء تلك الأنشطة، خاصة مع تورّط مؤسسات عسكرية كالحرس الثوري في الملف.

#### خلفية تاريخية
منذ أوائل تسعينيات القرن العشرين، عبّرت دول غربية وعربية عن قلقها المتزايد من أن إيران تستخدم البرنامج النووي المدني كغطاء لتطوير قدرات عسكرية نووية. في عام 1995، فرض الرئيس الأمريكي بيل كلينتون حظرًا اقتصاديًا واسعًا على طهران، تلته عقوبات أممية بين عامي 2006 و2010 ركزت على قطاعات حيوية مثل الطاقة والتكنولوجيا. كما فرض الاتحاد الأوروبي قيودًا صارمة على صادرات النفط الإيراني والتعاون التقني معها.
في يوليو 2015، وُقّع الاتفاق النووي المعروف بـ«خطة العمل الشاملة المشتركة» (JCPOA) بين إيران ومجموعة 5+1، وهو اتفاق ينص على تقليص قدرات إيران النووية مقابل رفع تدريجي للعقوبات. لكن في مايو 2018، انسحب الرئيس الأمريكي دونالد ترمب من الاتفاق، معتبرًا أنه غير كافٍ لمنع طهران من امتلاك السلاح النووي، وأعاد فرض عقوبات شاملة، كما صنّف الحرس الثوري الإيراني منظمة إرهابية في 2019.
ورغم التزام إيران ببنود الاتفاق لعدة أشهر بعد الانسحاب الأمريكي، فإنها عادت تدريجيًا إلى رفع نسبة تخصيب اليورانيوم. بحلول عام 2024، وصلت نسبة التخصيب إلى 60%، وهو مستوى لا يُستخدم في أغراض مدنية، ويقترب من النسبة المطلوبة لصنع سلاح نووي. وفي فبراير 2025، وعلى الرغم من الضربات العسكرية الإسرائيلية التي أضعفت دفاعات إيران الجوية، كشفت تقارير استخباراتية غربية أن علماء ومهندسين عسكريين إيرانيين يطوّرون آليات لتسريع تحويل الوقود النووي إلى سلاح فعال خلال أشهر، بدلًا من سنوات. وفي هذا السياق، تواصل الوكالة الدولية للطاقة الذرية أداء دور محوري في مراقبة الأنشطة النووية الإيرانية. فهي مسؤولة عن تفتيش المنشآت النووية الإيرانية للتأكد من أن إيران تلتزم بالتزاماتها بموجب معاهدة حظر الانتشار النووي، كما أنها تصدر تقارير دورية حول تقدم إيران في مجال تخصيب اليورانيوم والتكنولوجيا النووية. وقد قال رئيس الوكالة رافايل غروسي إنّه يجب منع إيران من تطوير سلاح نووي، وانتقد إيران بسبب عدم تعاونها مع الوكالة فيما يتعلق ببرنامجها النووي. وقامت بعض الدول بتهديدات عسكرية أيضًا تهدف إلى خلق ضغط على إيران للامتثال للمطالب الدولية، حيث أعرب المسؤولون الإسرائيليون عن استعدادهم لاستخدام القوة العسكرية لمنع إيران من تطوير سلاح نووي، وصرح رئيس الوزراء الإسرائيلي بنيامين نتنياهو بأن برنامج إيران النووي يشكل تهديدًا وجوديًا لإسرائيل، مؤكدًا على ضرورة اتخاذ إجراءات لمنع إيران من امتلاك سلاح نووي.
ففي 12 يونيو 2025، تبنّى مجلس محافظي الوكالة الدولية للطاقة الذرية قراراً رسمياً يتّهم إيران بعدم الالتزام بالتعهدات المنصوص عليها في اتفاق الضمانات النووية، وذلك في ضوء معلومات تشير إلى تخصيب اليورانيوم في ثلاثة مواقع غير مصرّح بها، وامتلاك طهران لأكثر من 400 كغم من اليورانيوم المخصّب بنسبة 60%، وهي كمية تُعد كافية نظرياً لإنتاج عشر قنابل نووية. هذا القرار عزّز المخاوف الدولية من وجود أنشطة نووية غير معلن عنها داخل الجمهورية الإسلامية. وفي ردّ مباشر على القرار، ندّدت إيران بما وصفته بـ"الخطوة السياسية"، معتبرة أنّ الوكالة الدولية تتبنّى نهجاً منحازاً. وأعلنت طهران عن تدابير مضادة شملت تشغيل منشأة جديدة لتخصيب اليورانيوم، واستبدال أجهزة الطرد المركزي القديمة في موقع فوردو بنماذج متقدّمة من الجيل السادس.

#### ردود فعل دولية وإقليمية
إسرائيل، التي تعتبر البرنامج النووي الإيراني تهديدًا وجوديًا، رفعت من وتيرة استعدادها العسكري منذ أوائل 2025. وبحلول مايو من العام نفسه، أشارت تقديرات استخباراتية إلى أنّ إسرائيل باتت على أهبة الاستعداد لتنفيذ ضربة عسكرية دقيقة ضد منشآت نووية إيرانية. وكانت تقارير صحفية قد كشفت أن إسرائيل دمّرت منشأة أبحاث نووية في موقع بارشين في أكتوبر 2024، وألحقت أضرارًا بالغة بمواقع دفاعية إيرانية في أعقاب هجمات صاروخية إيرانية على إسرائيل.
وأبدت كذلك دول مجلس التعاون الخليجي، لا سيما السعودية والإمارات، قلقًا بالغًا من إمكانية امتلاك إيران لسلاح نووي، لما يشكله ذلك من تهديد مباشر لأمن المنطقة. وتخشى العواصم الخليجية من أن تعزّز طهران من نفوذها الطائفي تحت مظلة "الهلال الشيعي"، باستخدام السلاح النووي كدرع إستراتيجي لحماية تدخلاتها في العراق واليمن ولبنان وسوريا. وفي الوقت الذي تفضّل فيه هذه الدول حلاً دبلوماسيًا عبر الأمم المتحدة، فإنها لا تستبعد تعزيز قدراتها الدفاعية والتقنية، وربما حتى النووية، في حال فشلت الجهود الدولية في كبح جماح إيران.

#### استئناف المفاوضات النووية
المقالة الرئسية: المفاوضات الأمريكية الإيرانية 2025
وفي أبريل 2025، استؤنفت المفاوضات النووية بين إيران والولايات المتحدة وسط أجواء من التوتر الإقليمي والتصعيد الخطابي المتبادل. الجولة الخامسة من هذه المحادثات انطلقت في روما، بمشاركة وزير الخارجية الإيراني عباس عراقجي والمبعوث الأمريكي الخاص ستيف ويتكوف، وبرعاية سلطنة عُمان التي تواصل دورها كوسيط محايد. ولا تزال واشنطن تطالب بقيود صارمة على البرنامج النووي الإيراني، في وقت تشهد فيه المنطقة تصعيدًا ميدانيًا يهدد بإفشال أي تقدم دبلوماسي، خصوصًا مع استمرار الدعم الإيراني لجماعات مسلحة وتهديد المصالح الغربية في البحر الأحمر والخليج. بتاريخ 17 يونيو 2025، صرّح الرئيس الأميركي دونالد ترمب برغبته في التوصل إلى "حل نهائي" للمسألة النووية مع إيران، مشددًا على ضرورة أن تتخلى طهران عن برنامجها النووي بشكل كامل، وليس الاكتفاء بوقف إطلاق النار بين إيران وإسرائيل. كما أشار إلى إمكانية إرسال مسؤولين أميركيين رفيعي المستوى لعقد اجتماعات مع نظرائهم الإيرانيين، في ظل تصاعد حدة المواجهة بين الجانبين، والتي دخلت يومها الخامس.

## الأحداث

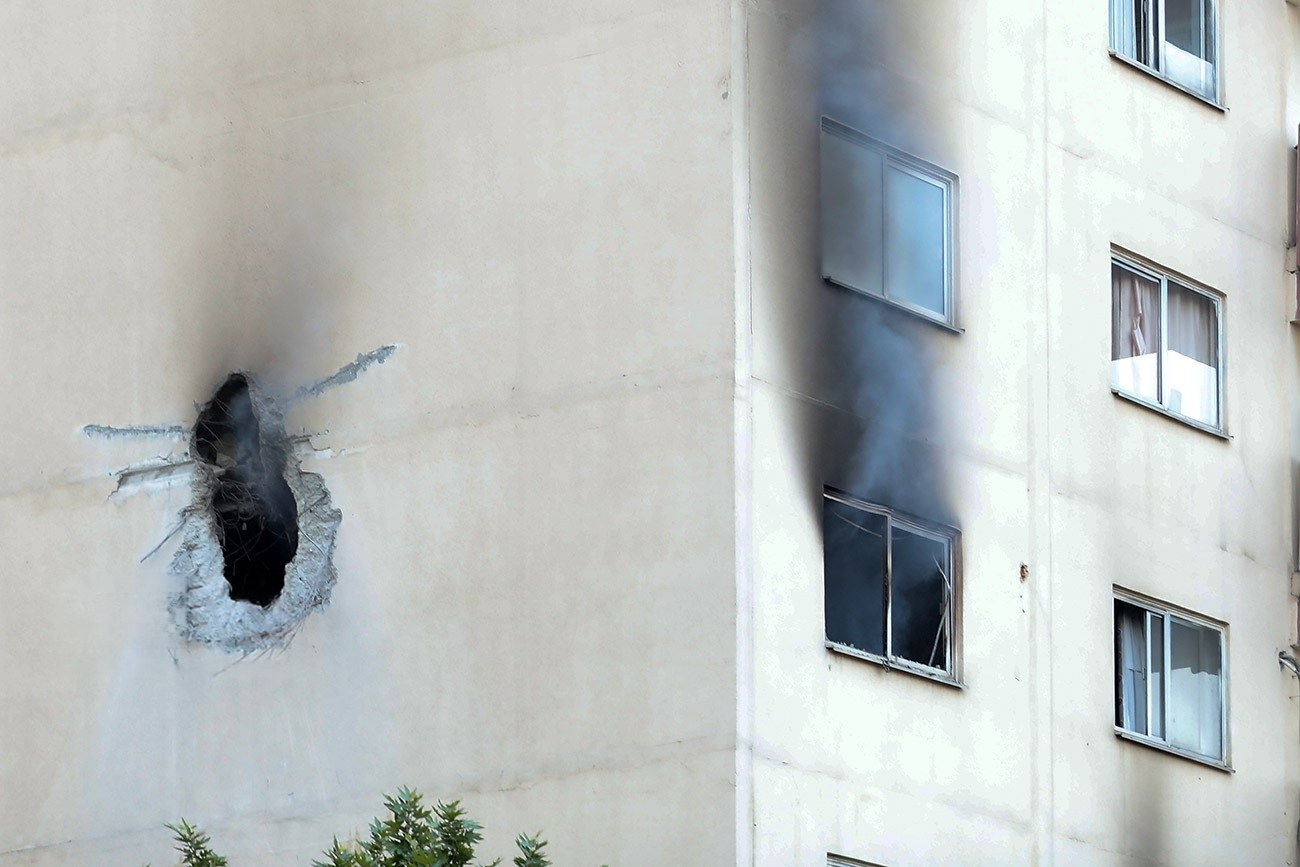

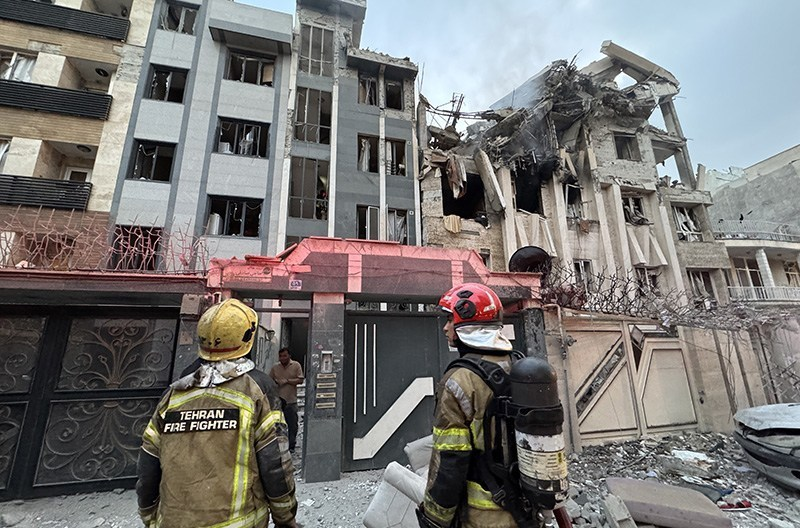
آثار الضربات الإسرائيلية في طهران

| هدف الضربة الجوية                                                                                    | معلومات عن الأضرار |
| --- | --- |
| منشأة نطنز النووية                                                                                   | دُمِّرت محطة تخصيب الوقود التجريبية (PFEP)، وهي قاعة تخصيب متعددة الطوابق تضم 1700 أجهزة طرد مركزيمتطور. وتضمنت المحطة أجهزة طرد مركزي من طراز IR-4 وIR-6، والتي استُخدمت لإنتاج يورانيوم مخصب. وذكرت الوكالة الدولية للطاقة الذرية أن الجزء "فوق الأرض" فقط من المحطة هو الذي دُمِّر، وأنه "لا يوجد ما يشير إلى تعرض القاعة المتتالية تحت الأرض، التي تضم جزءًا من محطة تخصيب الوقود التجريبية ومحطة تخصيب الوقود الرئيسية، لهجوم فعلي". |
| منشأة نطنز النووية                                                                                   | تضررت الغرف الكهربائية وغيرها من البنية التحتية الداعمة للتخصيب. |
| منشأة نطنز النووية                                                                                   | تم إتلاف أو تدمير المعدات والمواد البحثية النووية. |
| منشأة نطنز النووية                                                                                   | "وقعت أضرار جسيمة" في أنظمة الدفاع الجوي المحيطة بالمنشأة النووية. |
| لقد تضررت منشأة تحويل اليورانيوم، التي تستخدم "لإعادة تحويل اليورانيوم المخصب لإنتاج الوقود النووي". | |
| لقد تضرر مصنع تصنيع ألواح الوقود في المركز.                                                          | |
| وأعلنت الوكالة الدولية للطاقة الذرية أن مبنى رابعا "حيويا" في المركز تعرض لأضرار، دون تحديد المبنى.  | |
| مجمع أراك النووي                                                                                     | أفادت التقارير أن منشأة مفاعل الماء الثقيل في آراك، الواقعة في مجمع آراك النووي (IR-40)، قد لحقت بها أضرار بعد غارة إسرائيلية في 12 يونيو. وفي 14 يونيو، أفادت هيئة الإذاعة البريطانية (BBC) أنه لم يكن هناك أي ضرر واضح في منشأة مفاعل الماء الثقيل في آراك. |

### 13 يونيو
في الساعات الأولى من صباح يوم 13 يونيو 2025، شنّ الجيش الإسرائيلي هجومًا واسع النطاق استهدف منشآت نووية وبنية تحتية عسكرية في إيران. وذكرت التقارير أن العملية ركزت على عشرات المواقع، بما في ذلك أماكن مرتبطة بالبرنامج النووي الإيراني، وقواعد عسكرية، وقادة بارزين. كما أنشأ الموساد قاعدة سرية للطائرات المسيّرة بالقرب من طهران، استُخدمت في ضرب منصات إطلاق صواريخ كانت موجهة نحو إسرائيل ضمن العملية. كما شملت المهمة، التي نُسّقت مع الجيش الإسرائيلي، تهريب أسلحة دقيقة إلى داخل إيران، ونشر عناصر من وحدة كوماندوز تابعة للموساد لتعطيل الدفاعات الجوية، بهدف تأمين التفوق الجوي للطائرات الإسرائيلية.
وفقًا للجيش الإسرائيلي، أسقطت أكثر من 200 طائرة إسرائيلية أكثر من 330 ذخيرة على حوالي 100 هدف خلال الضربات الافتتاحية. ووفقًا لمسؤول إسرائيلي، أنشأ الموساد قاعدة سرية للطائرات بدون طيار بالقرب من طهران، والتي استُخدمت لضرب منصات إطلاق الصواريخ الموجهة إلى إسرائيل كجزء من العملية. كما تضمنت المهمة، بالتنسيق مع الجيش الإسرائيلي، تهريب أسلحة دقيقة إلى إيران ونشر قوات كوماندوز تابعة للموساد لتعطيل الدفاعات الجوية، وتأمين التفوق الجوي للطائرات الإسرائيلية.
حوالي الساعة 03:00 صباحًا بتوقيت إسرائيل، أعلن وزير الدفاع الإسرائيلي يسرائيل كاتس حالة طوارئ وطنية، محذرًا من هجوم وشيك بالصواريخ والطائرات المسيّرة. وقد فُعّلت صفارات الإنذار في أنحاء مختلفة من إسرائيل تحسبًا لهجوم إيراني مضاد، رغم عدم إطلاق صواريخ باليستية حتى وقت صدور التقرير. وصف كاتس الهجوم الإسرائيلي على إيران بأنه "ضربة استباقية". ووفقًا للجيش الإسرائيلي، جاءت العملية استجابة لمعلومات استخباراتية تفيد بأن إيران جمعت كمية من اليورانيوم المخصب تكفي لإنتاج 15 سلاحًا نوويًا خلال أيام. كما أعلنت إسرائيل أنها استهدفت أهدافًا لم تكن طهران تتوقعها.
أعلن رئيس الوزراء الإسرائيلي بنيامين نتنياهو إطلاق عملية "الأسد الصاعد"، وهي حملة عسكرية تهدف إلى مواجهة ما وصفه بتهديد إيراني وشيك، مشيرًا إلى أن إيران "قد تنتج سلاحًا نوويًا" إذا لم تُوقف. وأكد أن إسرائيل استهدفت منشأة التخصيب الرئيسية في نطنز، بالإضافة إلى العلماء النوويين وأجزاء من برنامج الصواريخ الباليستية، مشيرًا إلى أن العملية ستستمر "طالما يطلب الأمر". ووصف نتنياهو الجهود النووية الإيرانية بأنها "خطر واضح ومباشر على بقاء إسرائيل"، مؤكدًا أن "بقيامنا بذلك، نحن ندافع أيضًا عن جيراننا العرب من العدوان الإيراني".
حتى الساعة 04:35 صباحًا بتوقيت إسرائيل، لم تصدر إيران ردًا رسميًا. وقد عقد نتنياهو جلسة طارئة للمجلس الأمني المصغر (الكابينت) مع تطور الأحداث.
وردت تقارير عن انفجارات في أنحاء طهران، بما في ذلك قرب قواعد عسكرية وفي أحياء يسكنها كبار القادة. وصف شهود عيان ألسنة لهب هائلة وانفجارات متكررة. وذكرت وكالة أنباء فارس المرتبطة بالحرس الثوري الإيراني أن عدة منازل تضررت في حي شهركِ محلاتي شرقي طهران، وهو حي يسكنه ضباط عسكريون رفيعو المستوى. وبحسب ما ورد أشعل الهجوم النار في مقر الحرس الثوري الإيراني في طهران. أصيبت بعض المجمعات السكنية خلال الهجوم، بما في ذلك تلك التي تضم ضباطًا ومسؤولين إيرانيين. وبحسب ما ورد، تسببت قوة الانفجارات في انهيارها.
كما وردت تقارير عن انفجارات في نطنز بمحافظة أصفهان، حيث تقع واحدة من أهم المنشآت النووية الإيرانية. وأكد التلفزيون الرسمي الإيراني حدوث "انفجارات قوية" بالقرب من الموقع، الذي يضم منشأتين للتخصيب: منشأة وقود التخصيب تحت الأرض (FEP) ومنشأة التخصيب التجريبية فوق الأرض (PFEP).
وفي وقت مبكر من بعد الظهر، نفذت إسرائيل ضربات في تبريز ودمرت مطار تبريز بالكامل. كما استهدفت إسرائيل منشأة شيراز ومنشأة نطنز النووية. وسُجلت أيضًا انفجارات في قاعدة همدان الجوية وقاعدة بارشين العسكرية بارشين. ووقعت انفجاران أيضًا قرب منشأة فوردو لتخصيب الوقود تحت الأرض، حيث أُفيد بأن الدفاعات الجوية الإيرانية أسقطت طائرة مسيرة إسرائيلية.
في تمام الساعة 18:46 بتوقيت غرينيتش، أكّد الجيش الإسرائيلي أنه قصف مركز أصفهان للتكنولوجيا والأبحاث النووية، مشيرًا إلى أن المركز يشارك في "إعادة تحويل اليورانيوم المخصب".
وأفادت وسائل إعلام إيرانية أن طائرتين حربيتين إسرائيليتين على الأقل أُسقطتا في الأجواء الإيرانية، وتم أسر طيارة إسرائيلية. وقد نفى الجيش الإسرائيلي هذه الادعاءات.

### 14 يونيو
في أعقاب الهجوم على منشآت نطنز وأصفهان وفوردو النووية، والقصف المتواصل على أهداف عسكرية إيرانية خلال الليل وصباح السبت، أعلن الجيش الإسرائيلي عزمه بدء ضرب أهداف في طهران، ردًا على الصواريخ الباليستية التي أصابت تل أبيب ووسط البلاد، وأسفرت عن وقوع قتلى وجرحى في صفوف المدنيين. وأكد الجيش أن "الطريق إلى إيران بات ممهَّدًا".
وبعد الظهر أعلن الجيش الإسرائيلي أن حملته الجوية الواسعة منحت سلاح الجو "حرية حركة في الأجواء الإيرانية"، تمتد من غرب البلاد وصولاً إلى العاصمة طهران، مشيرًا إلى أن "طهران لم تعد محصنة". وأشار المتحدث باسم الجيش، إيفي ديفرين، إلى أن الضربات الإسرائيلية سمحت بإنشاء "منطقة جوية" تتمتع فيها إسرائيل بحرية الحركة، ما يشكل تحولًا نوعيًا في القدرة العملياتية داخل العمق الإيراني. الضربات شملت أيضًا أنظمة دفاع جوي ومنصات صواريخ أرض–أرض في محيط العاصمة، في خطوة اعتُبرت تمهيدًا لتفكيك البنية الدفاعية الإيرانية وتوسيع نطاق العمل العسكري الإسرائيلي داخل الأراضي الإيرانية.
في صباح يوم 14 يونيو/حزيران، أفادت وسائل إعلام إيرانية بوقوع انفجار في مطار مهرآباد الدولي بطهران، تلاه تقارير عن حريق كبير في المنشأة. ووفقًا لوكالة أنباء فارس، سقط مقذوفان في المنطقة المحيطة. كما تصدت الدفاعات الجوية الإيرانية لمقذوفات إسرائيلية فوق أصفهان. وبحسب التقارير، أسقط الجيش الإيراني عدة طائرات إسرائيلية بدون طيار كانت تقوم بمهام استطلاعية في شمال غرب إيران، وتبادل الجانبان إطلاق النار. وصرح رئيس أركان جيش الإسرائيلي إيال زمير وقائد سلاح الجو الإسرائيلي تومر بار في الصباح بأن "الطريق إلى طهران قد مُهد". وإدعى الجيش الإسرائيلي لاحقًا إنه قصف منشأة تحت الأرض في غرب إيران تُستخدم لتخزين عشرات الصواريخ الباليستية وصواريخ كروز.
أكدت إيران مقتل اثنين من كبار القادة الإضافيين: الجنرال غلام رضا محرابي، نائب رئيس الاستخبارات في هيئة الأركان العامة للقوات المسلحة، والجنرال مهدي رباني، نائب رئيس العمليات. وبحلول هذا التاريخ، ادعت إيران أيضًا أنها أسقطت ثلاث طائرات إف-35 إسرائيلية واحتجزت طيارين. وأعلنت وزارة البترول الإيرانية أن حقلين نفطيين في محافظة بوشهر تعرضا للهجوم: منصة المرحلة 14 من حقل غاز جنوب فارس ومصفاة غاز فجر جام. أشعلت الهجمات حرائق كبيرة أوقفت إنتاج ما لا يقل عن 12 مليون متر مكعب من الغاز. وبحلول ذلك الوقت، وفقًا لجمعية الهلال الأحمر الإيراني، أثرت هجمات إسرائيل على 18 من أصل 31 محافظة في إيران، حيث شارك 1414 من أفرادها في جهود الإغاثة.
في الساعة 23:11 بالتوقيت المحلي، أعلن جيش الدفاع الإسرائيلي أنه بدأ موجة جديدة من الضربات على "أهداف عسكرية" في طهران. قُصفت مستودعات النفط والبنزين في المدينة، مما أدى إلى قطع الكهرباء في حي شهران. وفي وقت لاحق من الليل، أفادت وكالة تسنيم للأنباء أن الهجمات الإسرائيلية في العاصمة أصابت مقر وزارة الدفاع الإيرانية بالإضافة إلى مبنى منظمة الابتكار والبحوث الدفاعية.

### 21 يونيو
أعلن الجيش الإسرائيلي اغتيال محمد سعيد إيزادي، قائد "فرع فلسطين" في فيلق القدس التابع للحرس الثوري الإيراني، في شقته ضمن سلسلة هجمات على مدينة قم، جنوب غرب العاصمة طهران. وقد وصف رئيس أركان الجيش الإسرائيلي تصفية إيزادي بانه أحد أهم الإنجازات في هذه الحرب. وذكرت مصادر أن ايزادي المعروف ب"الحاج رمضان" كان في لبنان قبل يومين فقط من مقتله، وفي سياق متصل، ربطت المصادر نفسها بين اغتيال إيزادي واغتيال اسرائيل هيثم عبد الله بكري، رئيس "شركة الصادق للصرافة" ومقرها جنوب لبنان، يوم الأربعاء 25 يونيو 2025 داخل الأراضي اللبنانية. وتشير المعلومات إلى أن اغتيال بكري جاء على خلفية لقائه بإيزادي خلال زيارته الأخيرة لبيروت.
وكان الجيش الإسرائيلي قد أعلن في وقت سابق اليوم، اغتيال أمين فور جودخي، قائد الوحدة الثانية للمسيرات في الحرس الثوري يوم الجمعة 20 يونيو، مضيفًا أن القيادي كان مسؤولًا عن تنسيق مئات عمليات إطلاق الطائرات المسيرة باتجاه إسرائيل، من منطقة الأهواز جنوب غرب إيران. كما أعلن المتحدث باسم الجيش الإسرائيلي افيخاي أدرعي، اغتيال قائد وحدة نقل الوسائط القتالية (الوحدة 190) التابعة لفيلق القدس الإيراني بهنام شهرياري داخل سيارته أثناء تنقله في منطقة غرب إيران، وحسب أدرعي فإن شهرياري كان مسؤولًا عن كافة عمليات نقل الوسائط القتالية من النظام الإيراني إلى وكلائه في الشرق الأوسط، وفي سياق متصل بالأحداث أعلن الجيش الإسرائيلي أن طائرتان إيرانيتان مُسيّرتان اخترقتا الدفاعات الجوية الإسرائيلية وضربت إحداها مواقع في بلدة بيسان شمال إسرائيل بالقرب من الحدود الأردنية، في واحدة من الحالات النادرة التي نجحت فيها طائرات هجومية مُسيّرة أحادية الاتجاه من إيران في اختراق الدفاعات الجوية الإسرائيلية. ووفقًا لتقارير متطابقة ووسائل إعلام لبنانية وإيرانية متفرقة فقد قُتل اليوم أيضًا الحارس الشخصي والمرافق للأمين العام السابق لحزب الله حسن نصر الله، حسين خليل، المعروف باسم "أبو علي خليل"، في غارة جوية اسرائيلية استهدفته ونجله مهدي وميدر الموسوي، القيادي البارز في كتيبة "سيد الشهداء" في منطقة قريبة من الحدود الإيرانية - العراقية، أثناء عبورهم الحدود العراقية باتجاه الأراضي الإيرانية. إلى ذلك ذكرت وسائل إعلامية، السبت (21 يونيو 2025)، تعرض إيثار طبطبائي قمشه، أحد العلماء النوويين البارزين في إيران، لعملية اغتيال مع زوجته منصورة حاجي سال، إثر هجوم اسرائيلي استهدف منزله السكني في محافظة أصفهان.

### 22 يونيو
لمزيد من التفاصيل: الهجمات الأمريكية على إيران (يونيو 2025)
أعلن الرئيس الأمريكي دونالد ترامب يوم الأحد (بتوقيت طهران) نجاح الجيش الأمريكي في عمليات قصف ثلاث منشآت نووية في إيران وهي فوردو ونطنز وأصفهان باستخدام قاذفات بي2 الأمريكية، قائلاً: منشأة فوردو انتهت، وحسب صحيفة نيويورك تايمز، فإن أكثر من 30 طنًا من القنابل استُخدمت لتدمير محطة فوردو للطاقة النووية، معتبرة هذه الضربات أول عملية من نوعها تُنفذها القوات الأمريكية داخل إيران منذ الثورة الإسلامية عام 1979. وحسب قائد الجيش الأميركي دان كين فقد شاركت في العملية التي أطلق عليها اسم "مطرقة منتصف الليل"، أكثر من 125 طائرة عسكرية أميركية منطلقة من الولايات المتحدة واستخدم خلال العملية حوالي 75 سلاحاً موجهاً بدقة، موضحاً أنه جرى إسقاط ما مجموعه 14 قنبلة خارقة برأس حربي حاد ووزن 13 طناً لكل قنبلة. وتعتبر هذه المرة الأولى التي تستخدم الولايات المتحدة هذه القنابل في تاريخ حروبها بعد تجارب الإسقاط الأولي قبل 17 عاماً، وقد أكد مركز إدارة الأزمات في محافظة قم الإيرانية الهجوم مشيراً إلى تعرض جزء من منطقة موقع فوردو النووي لهجوم من قبل من اسماه ب "العدو"، كما أكدت محافظة أصفهان "تعرض منشأتي أصفهان ونطنز النوويتين لهجمات"، مشيرة إلى أن "الدفاعات الجوية في أصفهان وكاشان تصدت لهجمات معادية، وفي الوقت نفسه أكدت وسائل إعلام إيرانية إجلاء المواقع النووية الثلاثة منذ فترة. على الجانب الآخر أعلن التلفزيون الإيراني ووكالة فارس صباح اليوم الأحد استهداف إسرائيل بموجة صواريخ جديدة مكونة من مزيج من الصواريخ طويلة المدى وعددها 30 صاروخًا، منها ولأول مرة صاروخ خيبر، ضمن عملية «الوعد الصادق 3» وذلك رداً على الهجوم الأميركي على المنشآت النووية، ومن ضمن الأهداف مطار بن غوريون ومركز للأبحاث البيولوجية وقواعد لوجستية ومراكز قيادة وسيطرة، فيما أفاد إعلام إسرائيلي بسقوط صواريخ في حيفا وتل أبيب ووجود أضرار بالغة في أنحاء متفرقة من إسرائيل، فيما أشار الإسعاف الإسرائيلي إلى إصابة أكثر من 22 شخصاً جراء الهجوم الأيراني ووجود دمار واسع في تل ابيب.

### 23 يونيو
إيران تشن هجومًا صاروخيًّا على قاعدة العديد الجوية الأمريكية في قطر "كرد انتقامي" على الهجوم الأمريكي على منشآتها النووية مساء السبت فجر الأحد في عملية سُميت "بشارة الفتح" ضد القواعد الأمريكية في قطر والعراق. ومجلس الأمن القومي الإيراني يقول أن "عدد الصواريخ على قاعد العديد يماثل عدد قنابل هجوم أمريكا على منشآتنا النووية".

### 24 يونيو
أعلن الرئيس الأمريكي دونالد ترامب فجر الثلاثاء 24 يونيو، وبشكل مفاجئ، وقف إطلاق النار بين إسرائيل وإيران باقتراح أمريكي ووساطة قطرية. وأشار ترامب إلى أن وقف إطلاق النار سيدخل حيز التنفيذ بعد نحو 6 ساعات من إعلانه وأن الاتفاق ينص على أن تبدأ إيران هدنة لمدة 12 ساعة أولاً، بعد ذلك تبدأ إسرائيل هدنة مماثلة، على أن تُعلن النهاية الرسمية للحرب بعد مرور 24 ساعة.
عقب إعلان ترامب اتفاق وقف إطلاق النار بين إسرائيل وإيران بساعات قليلة، اعلنت وسائل إعلام إيرانية مقربة من المؤسسات الأمنية الإيرانية، فجر اليوم الثلاثاء، اغتيال العالم النووي البارز الدكتور صابر تسيديكي، خلال غارة جوية إسرائيلية في شارع ولي فردوسي وسط طهران، ضمن غارات أخرى أسفرت عن انفجارات ضخمة هزّت طهران ومدينة كرج والمنطقة 7 من طهران ومناطق أخرى في إيران الليلة تُعد الأعنف منذ اندلاع الحرب قبل 12 يوماً، يجدر بالذكر أن تسيديكي كان قد نجا من محاولة اغتيال قبل أيام في العاصمة طهران. كما أعلن التليفزيون الإيراني اغتيال العالم النووي محمد رضا صديقي في هجمات إسرائيلية فجر اليوم الثلاثاء قبيل بدء وقف إطلاق النار.

### 26 يونيو 2025
صرح مدير الوكالة الدولية للطاقة الذرية غروسي أن إيران لا تمتلك أسلحة نووية لكنها كانت تمتلك ما يكفي من المواد لإنتاج نحو 12 قنبلة نووية وان الهجوم الأمريكي على منشآت إيران النووية لم يسفر عن تدمير البرنامج النووي الإيراني لكنه تعرض لأضرار جسيمة وأن أجهزة الطرد المركزي في موقع فوردو لم تعد صالحة للعمل.

## الضحايا
أفادت تقارير بمقتل قادة إيرانيين رفيعي المستوى، وقال الجيش الإسرائيلي إنه من المحتمل أن يكون رئيس هيئة الأركان العامة للقوات المسلحة الإيرانية، اللواء محمد باقري، قد قُتل في الهجمات. وهو ما أكدته وكالة أنباء فارس، في حين أفادت وسائل الإعلام الرسمية الإيرانية بمقتل قائد الحرس الثوري اللواء حسين سلامي وعُين بدلًا منه اللواء أحمد وحيدي. وهو ما أكده الحرس الثوري الإيراني لاحقًا وقائد مقر خاتم الأنبياء المركزي اللواء غلام علي رشيد. وذكرت نور نيوز أنَّ اللواء علي شمخاني، مستشار المرشد الأعلى آية الله علي خامنئي، أُصيبَ بجروحٍ خطيرة. وأعلن التلفزيون الإيراني لاحقًا وفاته متأثرًا بجراحه، غير أنه تبين في وقت لاحق أنه لا يزال على قيد الحياة. وفي يوم الأحد 15 يونيو أُعلنَ عن مقتلِ رئيسِ جهاز الاستخبارات بالحرسِ الثوري، العميد محمد كاظمي، ونائبهِ العميد حسن محقق، والعميد محسن باقري، في العاصمةِ طهران بإستهدافٍ إسرائيلي على مبنًى كانوا فيه.

## تأثيرات
قفزت أسعار النفط بأكثر من 10% بعد الهجمات الإسرائيلية على إيران، وسط مخاوف من تصاعد التوترات في الشرق الأوسط وتأثيرها على إمدادات النفط.
ارتفعت العقود الآجلة لخام برنت بنسبة 6.19% لتصل إلى 74.60 دولارًا للبرميل، فيما صعد خام غرب تكساس الوسيط الأميركي بنسبة 13.49% ليبلغ 77.22 دولارًا، مسجّلين أعلى مستوياتهما في أكثر من شهرين.
وأشار بنك جي بي مورغان إلى أن أسعار النفط قد ترتفع إلى ما بين 120 و130 دولارًا للبرميل في حال إغلاق مضيق هرمز، رغم اعتباره هذا السيناريو منخفض الاحتمال.
وتقدر تكلفة الحرب الإسرائيلية على إيران بنحو 12 مليار دولار، وفق أرقام رسمية أعلنها وزير المالية بتسلئيل سموتريتش.

## الخدعة الإعلامية
كشفت صحيفة جيروزاليم بوست أن إسرائيل نفذت خدعة إعلامية محكمة قبيل شن ضربتها العسكرية على إيران، بهدف تعزيز عنصر المفاجأة وتأخير الرد الإيراني. وبحسب التقرير، روّجت إسرائيل أجواءً من "الهدوء المصطنع"، عبر تسريبات إعلامية عن عطلة لرئيس الوزراء بنيامين نتنياهو، وخلاف مزعوم مع الرئيس الأميركي دونالد ترامب، واستعدادات لزفاف ابنه، بالإضافة إلى إعلان عقد اجتماع لمجلس الأمن القومي تحت غطاء مناقشة ملف الأسرى في غزة. كما ادعت إسرائيل إرسال وفد إلى واشنطن قبل جولة مفاوضات نووية جديدة، بهدف إيهام طهران بأن لا نية لها للتصعيد العسكري.
وفي الواقع، كانت الحكومة الإسرائيلية تضع اللمسات الأخيرة لعملية عسكرية داخل العمق الإيراني، وقد وافق عليها المجلس الوزاري بالإجماع خلال الاجتماع السري. الضخ الإعلامي المضلل مكّن إسرائيل من تنفيذ الضربة فجرًا، وأسفر عن مقتل قادة كبار في الأجهزة الأمنية والعسكرية الإيرانية، بينهم شخصيات بارزة في البرنامج النووي.

## ردود الفعل والاستجابة
إيران: صرّح مصدر أمني إيراني أن طهران تخطط لتنفيذ "رد موجع وحاسم" على الهجوم الإسرائيلي، مشيرًا إلى أن تفاصيل الرد تُناقش على أعلى المستويات، دون تحديد موعد التنفيذ. كما حمّلت الولايات المتحدة مسؤولية الضربة، معتبرة أنها تمّت بتنسيق أو إذن منها، ومُحذّرة من تبعاتها الخطيرة.
أمرت الحكومة الإيرانية بفرض حظر إعلامي. وتعهد المتحدث باسم القوات المسلحة الإيرانية أبو الفضل شكارجي بالرد على إسرائيل والولايات المتحدة. وأصدر المرشد الأعلى علي خامنئي بيانًا عقب الضربات، واصفًا الهجمات بأنها "جريمة" وحذر من أن "النظام الصهيوني أعد لنفسه مصيرًا مريرًا ومؤلمًا". وصرحت وزارة الخارجية الإيرانية بأن لإيران الحق "القانوني والشرعي" في الرد على الهجمات الإسرائيلية بموجب ميثاق الأمم المتحدة، كما صرحت بأن الولايات المتحدة ستكون مسؤولة أيضًا عن "الآثار والعواقب الخطيرة لمغامرة النظام الصهيوني". وصرح فيلق الحرس الثوري الإسلامي بأنه مستعد للرد حتى بعد وفاة قائده حسين سلامي. وعُيّن أحمد وحيدي رئيسًا مؤقتًا.

### إسرائيل
إسرائيل: في خطاب مصوّر عقب بدء الهجوم الإسرائيلي على إيران فجر الجمعة، وصف رئيس الوزراء بنيامين نتنياهو العملية بأنها "لحظة حاسمة في تاريخ إسرائيل"، معلنًا انطلاق عملية "شعب كالأسد" بهدف إحباط المشروع النووي الإيراني. وأكد أن الجيش الإسرائيلي هاجم عددًا كبيرًا من الأهداف في أنحاء إيران، منها البنية التحتية النووية، ومصانع الصواريخ الباليستية، والقدرات العسكرية الإيرانية، مشيرًا إلى أن العملية ستستمر "ما دام ذلك ضروريًا". وشدد على أن إيران ما زالت تملك قدرات كبيرة لإلحاق الضرر بإسرائيل، لكن الأخيرة "مستعدة لذلك"، داعيًا المواطنين الإسرائيليين إلى التعاون والصمود خلال الأيام القادمة. وأضاف أن تحركات حكومته خلال السنوات الماضية أخّرت المشروع النووي الإيراني لعقد كامل، لكنها لم توقفه، مؤكدًا أن إيران باتت تملك يورانيومًا مخصبًا يكفي لتسع قنابل، وتتخذ حاليًا خطوات نوعية في مسار التسلح النووي. كما زعم أن إيران تمتلك بالفعل ما يكفي من اليورانيوم المخصب لتسع قنابل نووية، وشكر الرئيس الأميركي ترامب على دعمه وقال إن الهجوم كان ضرورة عملية فورية لدحر تهديد تخصيب اليورانيوم. وقال أيضًا إن الهجمات ستستمر "طالما كان ذلك ضروريًا لإكمال مهمة صد خطر الفناء ضدنا". صرح رئيس أركان الجيش الإسرائيلي إيال زامير في خطاب متلفز أن الجيش الإسرائيلي "يحشد عشرات الآلاف من الجنود ويستعد عبر جميع الحدود"، كما حذر من أن "أي شخص يحاول تحدينا سيدفع ثمنًا باهظًا" وأن "الأمر وصل إلى نقطة اللاعودة".
أعرب زعيم حزب المعارضة "يش عتيد" يائير لابيد عن "دعمه الكامل" للعمليات ضد إيران.
وقال مسؤول دفاعي إسرائيلي إن العملية حققت في عشر دقائق ما استغرق تنفيذه عشرة أيام ضد حزب الله.

### دولي
- الولايات المتحدة: قال وزير الخارجية ماركو روبيو إن إسرائيل تصرّفت تصرفًا مستقلًا، مؤكّدًا أن الولايات المتحدة لم تكن ضالعة في الهجوم. وأضاف أن إسرائيل أبلغت واشنطن بأنها تعتبر الهجوم عملاً من أعمال الدفاع عن النفس. وحذّر روبيو قائلاً: "على إيران ألا تستهدف المصالح أو الأفراد الأمريكيين"، مشيرًا إلى أن الإدارة تتخذ جميع الإجراءات اللازمة وتحافظ على التواصل مع الشركاء الإقليميين.[194][195] وقال جون ثون إن إيران انتهكت اتفاق حظر الانتشار النووي، وإنها تسعى منذ زمن لتدمير إسرائيل.[196]

أعرب السيناتور ليندسي غراهام عن دعمه للهجمات وكتب: "اللعبة بدأت. صلّوا من أجل إسرائيل". أعلن رئيس مجلس النواب مايك جونسون دعمه للهجمات، قائلاً إن "إسرائيل على حق" وأن "من حقها أن تدافع عن نفسها". قال السيناتور جيم ريش: "نقف مع إسرائيل الليلة وندعو من أجل سلامة شعبها ونجاح هذا العمل الدفاعي الأحادي". كما حذّر ريش إيران من مهاجمة الولايات المتحدة، قائلاً: "سيكون من الحمق أن تهاجم إيران الولايات المتحدة".
قال السيناتور جاك ريد: "قرار إسرائيل المقلق بشن غارات جوية على إيران هو تصعيد متهور يهدد بإشعال العنف الإقليمي". عبّر السيناتور جون فيترمان عن دعمه لإسرائيل.
- النمسا: حثّ المستشار كريستيان شتوكر إيران وإسرائيل على توخي أقصى درجات الحذر. وحثّت وزيرة الخارجية بياتي مينل ريزينغر جميع الأطراف على توخي أقصى درجات الحذر وتهدئة الأوضاع، والعودة إلى الدبلوماسية.[201]
- الأرجنتين: أيد الرئيس خافيير مايلي العمليات العسكرية الإسرائيلية ضد إيران، قائلاً إن "إسرائيل تقبل بوجود دول أخرى، ولكن إيران لا تقبل بوجود إسرائيل".[202] ٨٠٠
- أرمينيا: أدانت وزارة الخارجية "الهجوم الأحادي الجانب على إيران [الذي] يعرض للخطر الجهود السلمية والاستقرار الإقليمي الشامل والسلام العالمي".[203]
- أذربيجان: أعربت وزارة الخارجية عن قلقها العميق إزاء الهجمات وحثت جميع الأطراف على تسوية قضاياهم بطريقة ودية وبما يتفق مع المعايير والمبادئ القانونية الدولية.[204]
- البرازيل: أصدرت وزارة الخارجية بيانًا أعربت فيه عن "إدانتها الشديدة" للضربات الإسرائيلية، ووصفتها بأنها "انتهاك واضح" للسيادة الإيرانية والقانون الدولي.[205]
- فنزويلا:أدان الرئيس نيكولاس مادورو الهجمات، واصفًا إياها بـ"الاعتداء الإجرامي" الذي "ينتهك القانون الدولي وميثاق الأمم المتحدة". وأضاف: "لا للحرب، لا للفاشية، لا للصهيونية النازية الجديدة"، واتهم فرنسا وألمانيا وبريطانيا والولايات المتحدة بدعم "هتلر القرن الحادي والعشرين " ضد "الشعب الإيراني النبيل والمسالم".[206][207] وأعرب وزير الداخلية ونائب رئيس الحزب الاشتراكي الموحد الفنزويلي، ديوسدادو كابيلو، عن دعمه للحكومة الإيرانية، وأعلن عن مسيرة في شوارع كاراكاس دعمًا للسلام واحتجاجًا على هجمات إسرائيل على إيران.[208] كما اتهم كابيلو ماريا كورينا ماتشادو بالدعوة إلى تدخل عسكري أمريكي في فنزويلا، وذلك عقب تصريحاتها بأن نظام مادورو يشكل تهديدًا خطيرًا على نصف الكرة الغربي والولايات المتحدة بسبب تحالفه الوثيق مع إيران.[209]
- بوليفيا: أدان الرئيس لويس آرسي الهجمات وحذّر من العواقب غير المتوقعة لهذه الحوادث. وتمنى آرسي عودة السلام سريعًا، وأعرب عن "تضامنه العميق مع الشعب الإيراني الشقيق وحكومته (...)".[210]
- البوسنة والهرسك: أدان وزير الخارجية إلمدين كوناكوفيتش الهجمات.[211]
- أستراليا: قالت وزيرة الخارجية بيني وونغ إنها "تشعر بالقلق" إزاء التوترات المتصاعدة بين إسرائيل وإيران، كما صرحت أيضًا بأن "هذا يهدد بمزيد من زعزعة الاستقرار في منطقة متقلبة بالفعل".[212]
- كندا: دعا رئيس الوزراء مارك كارني إلى "أقصى درجات ضبط النفس" مع التأكيد على "حق إسرائيل في الدفاع عن نفسها وضمان أمنها".[213]
- الصين: وصفت السفارة في إيران الوضع بأنه "خطير ومعقد"، ونصحت مواطنيها بالبقاء في حالة تأهب وتجنب الأماكن الحساسة أو المزدحمة.[214] كما فعلت السفارة في تل أبيب.[215]
- الهند: قال المتحدث باسم وزارة الشؤون الخارجية راندهير جايسوال إن الهند "تراقب عن كثب الوضع المتطور، بما في ذلك التقارير المتعلقة بالهجمات على المواقع النووية".[214]
- باراغواي: أصدرت وزارة الخارجية بيانًا حثت فيه على السلام الإقليمي وأكدت دعمها القوي لإسرائيل وحقها في الدفاع عن النفس.[216]
- بيرو: أعربت الحكومة البيروفية عن قلقها العميق إزاء هذه الهجمات التي تُهدد السلم الدولي وتنتهك القانون الدولي. وحثت جميع الأطراف على الامتناع عن المزيد من التصعيد، الذي قد يُخلف آثارًا غير متوقعة على الاستقرار الإقليمي والأمن العالمي.[217]
- البرتغال: حث المرشح الرئاسي لويس ماركيز مينديز أوروبا على اتخاذ إجراءات حاسمة لمنع مثل هذه الهجمات، التي وصفها بأنها "تدخل غير مبرر على الإطلاق، وغير ضروري على الإطلاق، وفوق كل هذا، خطير للغاية في منطقة حساسة للغاية من العالم".[218]
- بنغلاديش: أدانت وزارة الخارجية بشدة الهجوم العسكري الإسرائيلي على إيران، ووصفته بأنه انتهاك للقانون الدولي وتهديد للسلام العالمي. وحثت جميع الأطراف على ضبط النفس، وأكدت أن "الدبلوماسية والاحترام المتبادل هما السبيل الوحيد لتحقيق سلام دائم".[219]
- المكسيك: أعربت وزارة الخارجية عن إدانتها الشديدة للضربات، مؤكدةً أنها تُشكل تهديدًا خطيرًا على المدنيين والاستقرار الإقليمي. كما سلطت الضوء على نهج المكسيك السلمي، وأكدت أن سياستها الخارجية ترتكز على أسسها الدستورية.[220]
- نيكاراغوا: أدانت الرئيسة المشاركة روزاريو موريلو الهجمات ووصفتها بأنها أحداث مؤسفة. وأكدت أنها "هجوم جبان" و"تنتهك جميع قوانين وأعراف التعايش، وكذلك المعاهدات الدولية".[221]
- غواتيمالا: أصدرت الحكومة الغواتيمالية بيانًا أعربت فيه عن قلقها البالغ إزاء الهجمات. وأكدت أن هذا الظرف لا يؤدي إلا إلى تفاقم الصراع الذي قد يتجاوز حدود المنطقة ويتخذ أبعادًا عالمية.[222]
- غيانا: أدانت الممثلة الدائمة للأمم المتحدة كارولين رودريغيز الهجمات الإسرائيلية على إيران ووصفتها بأنها "مخالفة لميثاق الأمم المتحدة " وحثت إسرائيل وإيران بشدة على الامتناع عن تصعيد الصراع.[223]
- الكرسي الرسولي: حثّ البابا لاون الرابع عشر البلدين على الحوار والتصرف بعقلانية. كما أشار إلى أنه يراقب الوضع بقلق بالغ.[224]
- نيجيريا: أدانت نيجيريا الهجمات، مؤكدةً أنها زادت من حدة التوترات في الشرق الأوسط وتشكل تهديدًا للسلم والاستقرار الدوليين. وأعربت المتحدثة باسم وزارة الخارجية، كيميبي إيبينفا، عن قلق نيجيريا العميق، وطلبت من جميع الأطراف توخي أقصى درجات الحذر من أجل السلام الإقليمي والدولي.[225]
- النرويج: انتقد وزير الخارجية إسبن بارث إيدي الهجمات، قائلاً إنها تنتهك القانون الدولي، وتؤدي إلى تفاقم التوترات الإقليمية، وتعرض الأمن العالمي للخطر.[226]
- كوريا الجنوبية: صرّح متحدث باسم وزارة الخارجية بأن الحكومة أعربت عن قلقها العميق إزاء الهجمات، وأدانت أي إجراءات من شأنها أن تزيد الوضع سوءًا. ودعت جميع الأطراف المعنية إلى توخي أقصى درجات الحذر وخفض التوترات الإقليمية.[227]
- قبرص: صرّح الرئيس نيكوس خريستودوليدس بأن قبرص "غير متورطة بأي شكل من الأشكال، ودورها، كعادتها، هو تحقيق الاستقرار وتقديم المساعدات الإنسانية". وأعرب عن أمله في ألا يحدث أي تصعيد إضافي في المنطقة، لأنها "لا تُجدي نفعًا في أي موقف".[228]
- اليونان: أكد رئيس الوزراء كيرياكوس ميتسوتاكيس على ضرورة تهدئة الوضع في المنطقة. وأكد أن الدبلوماسية هي السبيل الواقعي الوحيد للمضي قدمًا، مع الأخذ في الاعتبار ضرورة منع إيران من امتلاك قدرات نووية. كما حذّر من فتح جبهات جديدة في صراع الشرق الأوسط.[229]
- إسبانيا: أدانت الحكومة الإسبانية الهجمات، ودعت الأطراف إلى ضبط النفس ووضع حدٍّ فوريٍّ للعنف. وأكدت التزام إسبانيا باستقرار الشرق الأوسط، وعزمها على مواصلة التعاون مع حلفائها لتحقيق سلامٍ دائم في المنطقة.[230]
- أيرلندا: وصف نائب رئيس الوزراء سيمون هاريس الهجمات بأنها "خطيرة للغاية" و"مرعبة للغاية". وفي خطاب متلفز، حثّ جميع الأطراف على "التراجع عن حافة الهاوية"، وأكد على ضرورة "تهدئة" فورية في المنطقة.[231]
- إيطاليا: قال وزير الخارجية أنتونيو تاجاني خلال لقاءاته مع نظيره الإيراني عباس عراقجي إنه يريد من إيران تجنب التصعيد العسكري في المواجهة مع إسرائيل، وهو ما سيكون ضاراً للغاية للمنطقة بأكملها.[232]
- سريلانكا: دعت الحكومة السريلانكية كلا البلدين إلى وضع الدبلوماسية والاتصالات في المقام الأول من أجل نزع فتيل التوترات المتزايدة بين إيران وإسرائيل.[233]
- السويد: صرحت وزيرة الخارجية ماريا مالمر ستينرجارد، "إن الوضع خطير للغاية في منطقة متوترة وغير مستقرة بالفعل، ونحن نتابع الآن التطور السريع عن كثب، ومثل العديد من الآخرين، نحث الآن جميع الأطراف على خفض التصعيد".[234]
- سويسرا: أشار المستشار الاتحادي إجنازيو كاسيس إلى أن سويسرا تشعر بقلق عميق إزاء الهجمات، وحث جميع الأطراف على توخي الحذر الشديد والامتناع عن أي سلوك من شأنه أن يؤدي إلى تفاقم التوترات.[235]
- طاجيكستان: انتقدت وزارة الخارجية العمليات العسكرية الإسرائيلية ضد إيران، وأعربت عن قلقها البالغ إزاء تصعيد الوضع. وأكدت أن الوسيلة المشروعة الوحيدة لحل أي نزاعات أو مشاكل في المنطقة هي الحوار والمفاوضات.[236]
- نيبال: أعربت نيبال عن قلقها البالغ إزاء تصاعد المواجهات مؤخرًا. ونصحت وزارة الخارجية كلاً من إيران وإسرائيل بتجنب المزيد من التصعيد، والانخراط في حوار عبر القنوات الدبلوماسية لتعزيز السلام والاستقرار الإقليمي.[237]
- جزر المالديف: أدان الرئيس محمد معزو الضربات وأكد أن مثل هذا العدوان ينتهك القانون الدولي.[238]
- ناميبيا: اتهمت الرئيسة نتومبو ناندي ندايتواه إسرائيل بانتهاك القانون الدولي عقب الهجمات. كما حثت على الاعتدال والدبلوماسية، مؤكدةً التزام ناميبيا بالقانون الدولي والتعايش السلمي والسيادة.[239]
- كينيا: دعا السكرتير الأول للشؤون الخارجي إيران وإسرائيل إلى استخدام الاعتدال والبحث عن حل سلمي للمشكلة الحالية التي أدت إلى التصعيد الحالي وفقًا لميثاق الأمم المتحدة.[240]
- صربيا: أعرب الرئيس ألكسندر فوتشيتش عن قلقه من أن تؤدي الهجمات إلى عدم استقرار اقتصادي، وتقلبات سياسية، واضطرابات عالمية. وأضاف: "كل ما أتمناه هو أن ينتهي هذا الأمر في أسرع وقت ممكن".[241]
- اليابان: صرح كبير أمناء مجلس الوزراء يوشيماسا هاياشي بأن الحكومة "ستواصل بذل كل الجهود الدبلوماسية لمنع تفاقم الوضع"، وأنها "ستتخذ كل الإجراءات الممكنة" لحماية المغتربين اليابانيين.[242]
- كوبا: أدان الرئيس والأمين الأول للحزب الشيوعي ميغيل دياز كانيل بشدة الهجمات، وطالب بوقف العنف، وحث على الالتزام بالقانون الدولي.[243]
- نيوزيلندا: قال رئيس الوزراء كريستوفر لوكسون إن الضربات كانت "مصدر قلق كبير"، في حين دعا وزير الخارجية ونستون بيترز إلى خفض التصعيد.[244][245]
- جمهورية التشيك: وصف وزير الخارجية يان ليبافسكي الضربات بأنها "رد فعل معقول" على تهديد إيران بامتلاك قنبلة نووية ودعمها لحماس وحزب الله. وقال إنه "يتفهم تمامًا... العمل العسكري الهادف إلى منع إنتاج قنبلة نووية"، مضيفًا أن "إيران لطالما أخفقت في الوفاء بالتزاماتها تجاه المجتمع الدولي، وهي تُعزز برنامجها النووي، وفي الوقت نفسه، تستخدم خطابًا يهدف إلى تدمير دولة إسرائيل".[246]
- هولندا: أعربت لحكومة الهولندية عن قلقها إزاء الهجمات، ووصفها رئيس الوزراء ديك شوف أنها "مثيرة للقلق" وحث جميع المعنيين على "الحفاظ على الهدوء والامتناع عن المزيد من الهجمات والأعمال الانتقامية".[247]
- فرنسا: دعا الرئيس إيمانويل ماكرون إلى "أقصى درجات ضبط النفس" مع التأكيد على "حق إسرائيل في الدفاع عن نفسها وضمان أمنها".[248][249]
- ألمانيا: حثّ المستشار فريدرش ميرتس كلاً من إسرائيل وإيران على "الامتناع عن أي خطوات قد تؤدي إلى مزيد من التصعيد وزعزعة استقرار المنطقة بأسرها". وأكد أن رئيس الوزراء الإسرائيلي نتنياهو أبلغه بالعملية في مكالمة هاتفية، وأن ألمانيا مستعدة لاستخدام "جميع الوسائل الدبلوماسية المتاحة" للمساعدة في تهدئة الصراع. كما شدد ميرتس على أن "الهدف يجب أن يبقى منع إيران من تطوير أي أسلحة نووية"، وأكد مجدداً "حق إسرائيل في حماية وجودها وأمن مواطنيها". وأضاف أن أجهزة الأمن الألمانية ستعزز حماية المواقع اليهودية والإسرائيلية محلياً.[250][251]
- أفغانستان: أدانت حركة طالبان الهجوم معربة عن قلقها إزاء الحملة الإسرائيلية المستمرة في غزة.[252]
- إندونيسيا: أدانت وزارة الخارجية الإندونيسية بشدة الضربة الإسرائيلية واسعة النطاق على طهران في وقت مبكر من يوم الجمعة، محذرة من أن الهجوم قد يؤدي إلى تفاقم التوترات الإقليمية.[253] وصرح المتحدث باسم الوزارة روليانسياه سويميرات بأن جميع البلدان ملزمة بحل النزاعات سلميا وبما يتماشى مع القانون الدولي.[254]
- تايلاند: أعرب المتحدث باسم وزارة الخارجية نيكورنديج بالانكورا، عن قلق تايلاند العميق إزاء اتساع نطاق الصراع وعواقبه. وصرح قائلاً: "تحث تايلاند جميع الأطراف على ممارسة أقصى درجات ضبط النفس لمنع تفاقم الوضع، الذي سيلحق الضرر حتماً بالمدنيين الأبرياء".[255]
- ماليزيا: أدانت ماليزيا الهجمات، مؤكدةً أنها تُشكل تهديدًا خطيرًا للسلم والأمن العالميين، وانتهاكًا صارخًا للقانون الدولي، ولا سيما ميثاق الأمم المتحدة. وأكدت على ضرورة بذل كل جهد ممكن لمنع تفاقم الوضع، لأن ذلك قد يُزعزع استقرار المنطقة، ويخلف آثارًا بعيدة المدى على العالم أجمع.[256]
- بروناي: انتقدت وزارة الخارجية بشدة الهجمات على إيران، ووصفتها بأنها انتهاك صارخ لسيادة إيران وسلامة أراضيها. وأكدت مجددًا حق إيران في الدفاع عن النفس بموجب المادة 51 من ميثاق الأمم المتحدة.[257]
- سنغافورة: أصدرت وزارة الخارجية بيانًا أعربت فيه عن قلقها البالغ إزاء تصاعد التوترات في المنطقة. ودعت جميع أطراف المواجهة بين إيران وإسرائيل إلى الاعتدال وتهدئة الوضع.[258]
- الفلبين: أعربت وزارة الخارجية عن "قلقها البالغ" إزاء الهجمات. وحثت المتحدثة باسم الخارجية، ماريا تيريسيتا دازا، الدول المعنية على تهدئة الأوضاع والسعي إلى السلام. وأصدرت السفارات الفلبينية في إيران والعراق وإسرائيل تحذيرات جديدة، طالبةً من الفلبينيين توخي الحذر والابتعاد عن الأماكن العامة.[259]
- باكستان: أدانت وزارة الخارجية الباكستانية الهجوم الإسرائيلي وأكدت على حق إيران في الدفاع عن نفسها بموجب المادة 51 من ميثاق الأمم المتحدة.[260]
- قرغيزستان: أعربت وزارة الخارجية عن قلقها العميق إزاء تصاعد التوترات بين إسرائيل وإيران، وحثت الطرفين على توخي أقصى درجات الحذر والامتناع عن أي أعمال من شأنها تفاقم الوضع في المنطقة، سعيًا لإيجاد حل سلمي للوضع الراهن.[261]
- لوكسمبورغ: انتقد وزير الخارجية كزافييه بيتل توقيت الضربات الجوية، قائلاً إنها جاءت في وقت "تتفاوض فيه الولايات المتحدة وإيران بشأن البرنامج النووي الإيراني"، وأكد على أن الخلافات يجب أن تُسوى دبلوماسياً.[262]
- بولندا: صرّح وزير الداخلية توماس سيمونياك بأن بولندا تراقب العمل العسكري الإسرائيلي بالتعاون مع حلفائها "في المقام الأول من منظور المصالح الأمنية البولندية والمواطنين البولنديين المقيمين في الشرق الأوسط".[263] ولم يتوقع وزير الدفاع الوطني فلاديسلاف كوسينياك كاميش أي تحرك من جانب القوات البولندية في لبنان وتركيا.[264] وأشار رئيس الوزراء دونالد توسك إلى الهجمات لتبرير زيادة إنتاج الأسلحة المحلية.[265]
- كازاخستان: أصدرت وزارة الخارجية بيانًا أعربت فيه عن قلقها البالغ إزاء الهجمات وحثت على حل القضية بسرعة ومن خلال القنوات الدبلوماسية والسياسية فقط بما يتفق مع القانون الدولي وميثاق الأمم المتحدة.[266]
- لاتفيا: خلال اجتماع، أشار وزير الخارجية بايبا برازي إلى أن لاتفيا تدعم عقوبات الاتحاد الأوروبي على إيران للحد من دعم إيران لروسيا، وبرنامجها النووي، وسياساتها الإقليمية العدائية. كما حثّت إسرائيل على وقف أي تصعيد آخر قد يؤدي إلى عواقب أوسع نطاقًا وغير متوقعة.[267]
- ليتوانيا: حثّ الرئيس غيتاناس ناوسيدا الجانبين على ضبط النفس واتخاذ إجراءات فورية لاستقرار الوضع، مضيفًا أنه لا ينبغي السماح لإيران بتطوير أسلحة نووية، وأن تعاون إيران مع المجتمع الدولي غير كافٍ. وأصدرت وزارة الخارجية بيانًا مشابهًا.[268]
- مولدوفا: أكدت وزارة الخارجية أن مولدوفا تشعر بالقلق إزاء الهجمات. كما ذكرت أن مولدوفا تتفق مع مطالب المجتمع الدولي بخفض التوترات بشكل عاجل.[269]
- بيلاروس: أعربت بيلاروسيا عن قلقها البالغ إزاء الهجمات، وقالت أن استخدام القوة في الحرب قد يكون له عواقب عالمية غير متوقعة، ويهدد الاستقرار والأمن الإقليميين، ويؤدي إلى أزمة إنسانية.[270]
- روسيا: قال المتحدث باسم الرئاسة ديمتري بيسكوف: "إن روسيا تشعر بالقلق وتدين التصعيد الحاد في التوترات".[271][272]
- أوكرانيا: أعربت وزارة الخارجية عن قلقها إزاء الهجمات، محذرة من أن استمرار الأعمال العدائية قد يؤثر سلبًا على الأمن الدولي والاستقرار المالي العالمي، وخاصةً على أسواق النفط. وذكّرت بأن الحكومة الإيرانية تُسلح موسكو لقتل الأوكرانيين، وتدعم روسيا في حربها ضد أوكرانيا.[273]
- تركيا: أدانت وزارة الخارجية التركية الهجمات "بأشد العبارات الممكنة" قائلة إن "إسرائيل لا تريد حل القضايا بالوسائل الدبلوماسية".[274]
- المملكة المتحدة: حث رئيس الوزراء السير كير ستارمر "جميع الأطراف على التراجع" و"العودة إلى الدبلوماسية".[275]
- لبنان: أدان الرئيس اللبناني جوزيف عون «الاعتداءات الإسرائيلية على إيران» وقال أنها لم تستهدف الشعب الإيراني فحسب، بل استهدفت كل الجهود الدولية التي تبذل للمحافظة على الاستقرار في منطقة الشرق الأوسط والدول المجاورة وتفادي التصعيد فيها".[276]
- عُمان: أدانت سلطنة عمان الهجوم الإسرائيلي على إيران، وقالت إنه يأتي في توقيت بالغ الحساسية تتكثف فيه الجهود الدولية لاستئناف المفاوضات النووية بين طهران وواشنطن.[277]
- حركة حماس: أدانت حركة حماس الهجوم ووصفته بأنه "عدوان وحشي يشكل انتهاكا صارخا للأعراف والمواثيق الدولية"، وأضافت أنها أكدت مجددا أن إسرائيل "تشكل تهديدا وجوديا للمنطقة بأسرها" وتعكس إصرار حكومة نتنياهو المتطرفة على جر المنطقة إلى مواجهات مفتوحة، كما أظهرت حماس تضامنها الكامل مع إيران وقدمت "أعمق تعازيها" للقيادة والشعب الإيراني في وفاة كبار القادة والعلماء النوويين وحثت العالم على اتخاذ "موقف موحد لردع" إسرائيل و"وضع حد لجرائمها".[278]
- حزب الله: أدان حزب الله بشدة الهجوم الإسرائيلي معتبراً أنه يشكّل تصعيداً خطيراً في مسار التفلّت الصهيوني من كل الضوابط والقواعد بغطاء ورعاية أميركيتين كاملين، وأضاف في بيان أنه "يؤكد أن هذا العدو لا يلتزم أي منطق أو قوانين وأنه لا يعرف إلا لغة القتل والنار والدمار، وبات يجمح لارتكاب حماقات ويقوم بمغامرات تنذر بإشعال المنطقة برمّتها، خدمة لأهدافه العدوانية، ولإنقاذ نفسه من أزماته الداخلية."[279]
- جماعة أنصار الله الحوثيون: أعلن زعيم الجماعة عبد الملك الحوثي السبت 14 يونيو 2025 تأييده للرد الإيراني على الهجمات الإسرائيلية ويقول "نحن شركاء في الموقف بكل ما نستطيع.. ونتوعد إسرائيل بحرب مفتوحة ومستمرة نصرا للشعب الفلسطيني".[280]
- السعودية: أعربت وزارة الخارجية السعودية في بيان عن إدانتها واستنكارها الشديد للاعتداءات الإسرائيلية التي وصفتها بـ"السافرة" تجاه إيران، مؤكدة على أن الاعتداءات الإسرائيلية تمس سيادة وأمن إيران، وتمثل انتهاكاً ومخالفة صريحة للقوانين والأعراف الدولية.[281]
- جزر القمر: كانت البلاد واحدة من الدول الموقعة من بين 21 دولة عربية وإسلامية على بيان بقيادة مصر يدين الهجمات الإسرائيلية على إيران.[282]
- مصر: أدانت وزارة الخارجية المصرية في بيان الهجمات العسكرية للجيش الإسرائيلي على إيران وأمدت «متابعتها بقلق بالغ التطورات الحالية المسارعة» وأكدت أن «الهجمات العسكرية الإسرائيلية على إيران تمثل تصعيدًا إقليميا سافرا بالغ الخطورة، وانتهاكًا فاضحًا للقانون الدولي وميثاق الأمم المتحدة، وتهديدًا مباشراً للأمن والسلم الإقليمي والدولي» وشددت على أن «هذا العمل العسكري وما سينتج عنه من تداعيات يعرض مقدرات شعوب المنطقة لخطر بالغ ويهدد بانزلاق المنطقة بأكملها الي حالة من الفوضى العارمة».[283]
  -  الأزهر الشريف: أدان الأزهر الشريف بأشد العبارات "العدوان الصهيوني على إيران" مطالبا بوقف "الانتهاكات الصهيونيّة المتكررة بحق دول المنطقة وشعبها" وأضاف في بيان: أن "سياسة الغطرسة التي ينتهجها الاحتلال الصهيوني تعبر عن أسوأ احتلال عرفه التاريخ الحديث" ووصف "العدوان الإسرائيلي بأنه "انتهاك سافر لسيادة الدول وتعد صارخ على أحكام القانون الدولي وتهديدا مباشرا للسلم والأمن الإقليمي والدولي" وأن "همجية الاحتلال الصهيوني تنذر بمزيد من اشتعال الأزمات في المنطقة، وتهدد بجرها إلى فوضى إقليمية تقوض استقرارها وتعرض مقدرات شعوبها للخطر".[284]
- الكويت: أعربت وزارة الخارجية عن "إدانة واستنكار دولة الكويت الشديدين للهجمات الإسرائيلية على الجمهورية الإسلامية الإيرانية في انتهاكٍ صارخٍ لكافة القوانين والمواثيق الدولية" وبما "يعد اعتداءً سافراً على السيادة الإيرانية ويعرض أمن واستقرار المنطقة للخطر" وجددت «دعوتها للمجتمع الدولي، وعلى وجه الخصوص مجلس الأمن، إلى تحمل مسؤولياتهما في وقف هذه الانتهاكات بما يحفظ أمن واستقرار المنطقة».[285]
- العراق: أعرب الناطق الرسمي باسم الحكومة باسم العوادي عن إدانة العراق تدين بأشد العبارات "الاعتداء العسكري الذي شنه الكيان الصهيوني على أراضي إلجمهورية الإسلامية الإيرانية والذي يُمثّل انتهاكًا صارخًا للمبادئ الأساسية للقانون الدولي وميثاق الأمم المتحدة، ويشكل تهديدا للأمن والسلام الدوليين خصوصا انه وقع اثناء فترة التفاوض الامريكي الايراني، وأنه “على المجتمع الدولي أن لا يبقى متفرجًا أمام هذا الانتهاك الفاضح للقانون الدولي فاستدعاء منطق القوة لفرض الوقائع من جديد يُهدد بنسف أسس العلاقات الدولية الحديثة ودعا مجلس الأمن للانعقاد الفوري.[286] تحدث رئيس الوزراء محمد شياع السوداني مع الرئيس الإيراني بيزيشكيان، وأعرب عن تضامن بلاده مع إيران "شعبًا وحكومة"، وصرح بأن العراق ملتزم بالسلام.[287]
  - قال زعيم التيار الصدري في العراق مقتدى الصدر إن بلاده لا تحتمل حروبا جديدة ودعا إلى "تغليب الحكمة عقب الهجوم الإسرائيلي على إيران» وشدد على «ضرورة تجنيب العراق وشعبه أي تداعيات محتملة، وأن البلاد ليست بحاجة إلى حروب جديدة».[288]
  - أدان مكتب المرجع الديني الأعلى في العراق علي السيستاني بشدة الهجوم الإسرائيلي على الأراضي الإيرانية، وقال في بيان: «إن الجريمة التي ارتكبها النظام الصهيوني المحتل صباح الجمعة باستشهاد مجموعة من العلماء والقادة العسكريين والمدنيين الإيرانيين ومن بينهم نساء وأطفال ومهاجمة عدد من المؤسسات والمراكز العلمية في البلاد برهنت مجددا على خطورة هذا النظام وعدوانيته».[289]
- قطر: عبرت وزارة الخارجية القطرية عن إدانتها الشديدة للهجوم ودعت إلى «ضبط النفس وتفادي التصعيد "الذي من شأنه توسيع رقعة النزاع وتقويض الأمن والاستقرار في المنطقة" وأبدت في بيان قلقها البالغ من "هذا التصعيد الخطير الذي يأتي في سياق نمط متكرر من السياسات العدوانية التي تهدد أمن واستقرار المنطقة وتعرقل الجهود الرامية إلى خفض التصعيد والتوصل إلى حلول دبلوماسية".[290]
- البحرين: أدانت وزارة خارجية البحرين الهجوم الإسرائيلي على إيران، محذرة من تداعياته الخطيرة على الأمن والاستقرار الإقليمي، وداعية إلى التهدئة وضبط النفس وخفض حدة التوتر، وأعربت عن دعوة البحرين لوقف التصعيد العسكري فوراً لتجنيب المنطقة وشعوبها انعكاساته على الاستقرار الإقليمي والأمن والسلم الدوليين.[291]
- تونس: أدانت تونس بأشدّ العبارات «العدوان الصهيوني الغادر على إيران والاعتداء السّافر على سيادتها وأمنها في انتهاك صارخ لميثاق الأمم المتحدة ولجميع القوانين والأعراف الدولية وهو ما يُقوّض أركان الأمن والسلم والاستقرار لا في المنطقة وحدها بل في العالم كلّه».[292]
- موريتانيا: أدانت موريتانيا بشدة هذه الهجمات، واعتبرتها انتهاكًا للسيادة الإيرانية واعتداءً على ميثاق الأمم المتحدة. كما دعت موريتانيا المجتمع الدولي إلى الضغط لوقف هذه الهجمات والعمل على احتواء التصعيد، مؤكدةً أن الأزمات التي تواجهها المنطقة لا يمكن حلها إلا بالحلول السياسية والسلمية.[293]
- ليبيا: أدانت وزارة الخارجية الليبية بحكومة الوحدة الوطنية الهجوم بشدة، وقالت في بيان: إن تلك الهجمات «تشكل انتهاكا صارخا» للسيادة الإيرانية، «وخروجا عن قواعد ومبادئ القانون الدولي وميثاق الأمم»، مطالبة بـ«وقف هذا التصعيد الخطير فورًا، لما يمثله من تهديد للأمن والسلم الإقليميين والدوليين».[294][295]
- مجلس التعاون الخليجي: ادان الأمين العام للمجلس جاسم محمد البديوي الاعتداءات الإسرائيلية تجاه الجمهورية الإسلامية الإيرانية، والتي تمثل انتهاكًا صريحًا للقانون الدولي وميثاق الأمم المتحدة.[296]

### الشتات الإيراني
- صرح ولي العهد المنفي رضا بهلوي في رسالة إلى القوات العسكرية الإيرانية: "رسالتي إلى الجيش وقوات إنفاذ القانون والأمن واضحة: هذا النظام وقادته الفاسدون وغير الأكفاء لا يقدرون حياتكم ولا قيمة إيران. انفصلوا عنهم وانضموا إلى الشعب."[297]
- صرحت الناشطة مسيح علي نجاد: "إن القضاء على الإرهابي ليس مأساة، بل هو خطوة نحو تحقيق العدالة لجميع الأرواح البريئة التي دمرها".[298]
- صرح المحامي أوليس إليان: "الأسد الصاعد: سينهض الأسد الفارسي من جديد. لا يريد الشعب الإيراني سوى الحرية، وسينتهي نظام الملالي هذا بقيادة الحرس الثوري."[299]
- صرحت السياسية غولدي غماري: "هل هذه لحظة البجعة السوداء للجمهورية الإسلامية ؟ لم يحدث هذا من قبل. إنهم يحاولون جاهدين حشد الدعم الوطني... إلا أن الإيرانيين يرفضون هذا العلم. يكره الإيرانيون النظام الإسلامي ويريدون علم الأسد والشمس."[300][301]

### المنظمات
- : حثّ الأمين العام للأمم المتحدة أنطونيو غوتيريش الطرفين على التحلي بأقصى درجات ضبط النفس.[302] وصرح المتحدث باسمه، فرحان حق، بأن "الأمين العام يدين أي تصعيد عسكري في الشرق الأوسط".[303]
- الوكالة الدولية للطاقة الذرية: قالت الوكالة الدولية للطاقة الذرية إنها تراقب الوضع.[304] وعلق المدير العام رافايل غروسي قائلاً: "لقد أكدت مرارًا وتكرارًا أنه لا ينبغي مهاجمة المنشآت النووية أبدًا، بغض النظر عن السياق أو الظروف، لأن ذلك قد يضر بالناس والبيئة" وحذر من "الانبعاثات الإشعاعية ذات العواقب الوخيمة داخل حدود الدولة التي تعرضت للهجوم وخارجها.[305]
- ووصفت منظمة الديمقراطية الآن للعالم العربي التي تتخذ من الولايات المتحدة مقراً لها، الهجوم بأنه "غير قانوني" و"غير مبرر" وحثت الولايات المتحدة على "فصل" مصالحها عن إسرائيل.[306]
- : وقالت مسؤولة السياسة الخارجية بالاتحاد الأوروبي كايا كالاس إنها مستعدة لدعم السلام وإنهاء الأعمال العدائية.[307]
- وكتب المجلس الوطني الإيراني الأمريكي ومقره الولايات المتحدة أن الهجوم الإسرائيلي "يفتقر إلى المبرر القانوني بموجب القانون الدولي" و"يعرض حياة العديد من الأبرياء للخطر دون داع".[308]

## الرد الإيراني

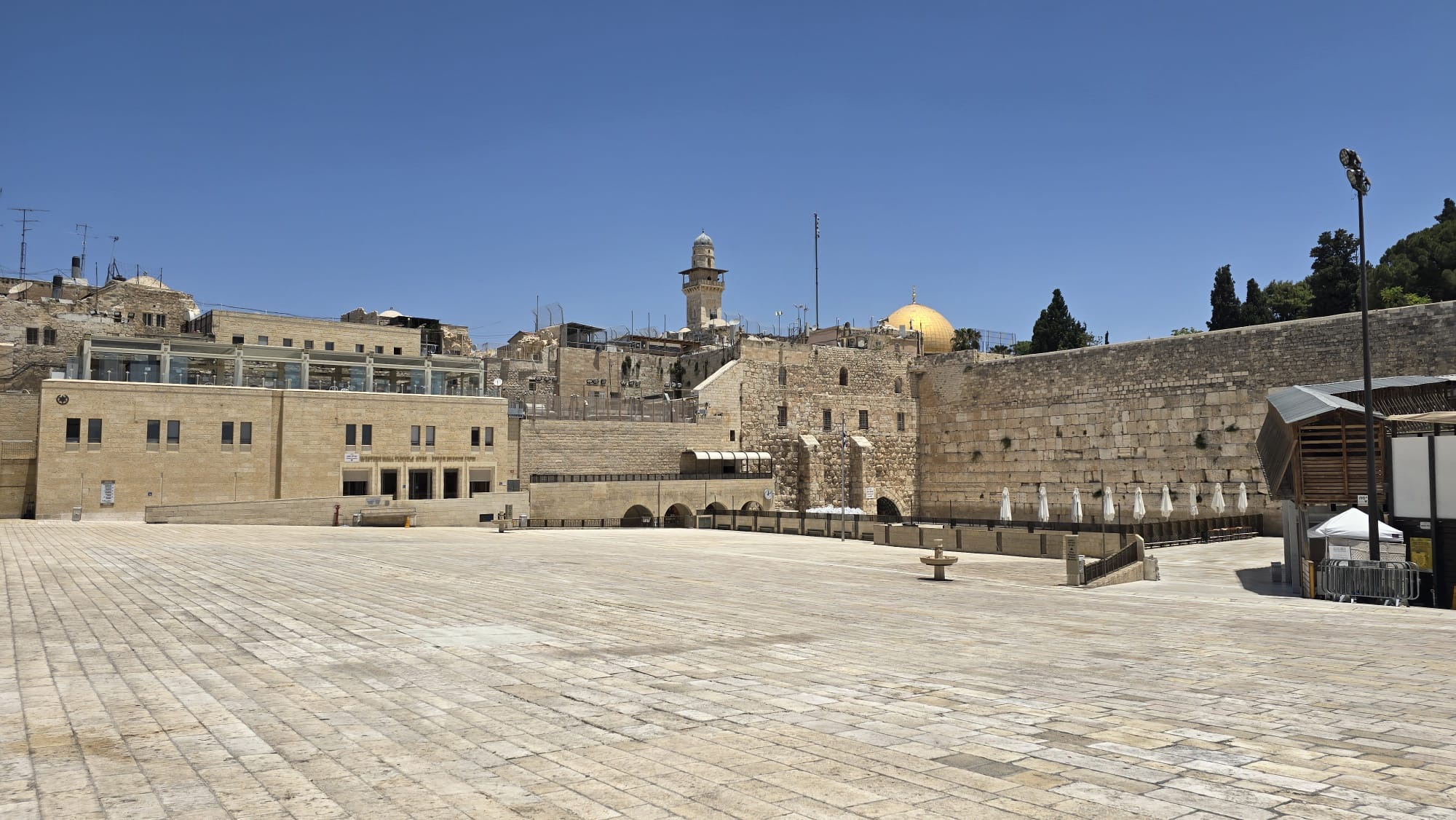
ساحة حائط البراق الغربي تحت أوامر الإخلاء في 13 يونيو 2025

بعد الهجوم، توعدت إيران بردٍّ قاسٍ على إسرائيل، وقالت إنها ستهاجم القوات الإسرائيلية والأمريكية المتمركزة في قواعد عسكرية في أنحاء الشرق الأوسط. وفي وقت لاحق، أجلت الولايات المتحدة بعض جنودها من العراق، وسمحت أيضًا بإجلاء أفراد عائلات الجنود الأمريكيين في جميع أنحاء المنطقة. وفقًا للعميد في الجيش الإسرائيلي إفي ديفرين، أطلقت إيران أكثر من 100 طائرة مسيرة من طراز شاهد باتجاه إسرائيل ردًا على ذلك. وانطلقت صفارات الإنذار في عمان، عاصمة الأردن. واعترضت القوات الجوية الملكية الأردنية بعض الطائرات بدون طيار فوق المجال الجوي الأردني وبعضها الآخر بواسطة القوات الجوية الإسرائيلية فوق المملكة العربية السعودية وسوريا.
أطلق الحوثيون صاروخا باليستيا من اليمن استهدف القدس، وسقط في الخليل بالضفة الغربية.
استهدفت صواريخ إيرانية تل أبيب عقب الهجوم؛ وبينما اعترضت إسرائيل بعض الصواريخ، نجح البعض الآخر في إصابة أهدافه في تل أبيب. وفي مساء الجمعة أعلن الحرس الثوري عن بدء عملية "الوعد الصادق 3" ردًا على الهجوم الإسرائيلي، وقال إنه استهدف عشرات الأهداف، بما في ذلك مواقع عسكرية وقواعد جوية. وقدّر الجيش الإسرائيلي أن حوالي 150 صاروخًا باليستيًا أُطلقت على دفعتين خلال الهجوم. وأفادت نجمة داوود الحمراء أن 63 إسرائيليًا على الأقل أصيبوا - أحدهم في حالة حرجة، والآخر في حالة خطيرة، وثمانية في حالة طفيفة، والبقية في حالة طفيفة.

## التبعات
أفادت وكالة تسنيم للأنباء أن السلطات الإيرانية علقت الرحلات الجوية في مطار الإمام الخميني الدولي، على الرغم من أن المنشأة نفسها لم تتأثر تأثرًا مباشر بالهجمات. ولذلك ألغيت رحلات العودة للحجاج في المملكة العربية السعودية. وعُلّقت الرحلات الجوية من مطارات إسرائيل وأغلق كل من العراق والأردن مجالهما الجوي. نصحت الصين مواطنيها في إيران بالبقاء في حالة تأهب. وقالت إدارة شرطة مدينة نيويورك إنها "تنشر موارد إضافية" للمواقع اليهودية والإسرائيلية حول مدينة نيويورك.

## التحليل
وأشارت صحيفة جيروزاليم بوست إلى أن الرد الإيراني المحتمل قد يتضمن: هجمات بالوكالة، وصواريخ باليستية وطائرات بدون طيار، وتهديدات بحرية و"غير متكافئة"، وهجمات على أهداف خارج البلاد، وقوات مسلحة تقليدية و/أو هجمات دبلوماسية.
وقال محمد إسلامي، الباحث في جامعة طهران: كان الجيش الإيراني يفكر في هذا السيناريو لسنوات عديدة، وفي الأيام الأخيرة سمعنا الكثير من التصريحات من وزارة الدفاع الإيرانية مفادها أنهم مستعدون لأي ضربة من قبل الإسرائيليين، وأن الهجوم الانتقامي الإيراني كان مدعوماً من قبل معظم الأحزاب السياسية المحلية في إيران، وهو إجماع شبه كامل لم نشهده منذ الحرب الإيرانية العراقية.
وصف هاميش دي بريتون-جوردون، من صحيفة التلغراف، الهجوم الإسرائيلي بأنه "ضربة استباقية دقيقة ومُركّبة" وجّهت ضربةً قاضيةً إلى إيران، وقد تُحطّم طموحاتها النووية. وأشاد بحجم العملية وتعقيدها، واصفًا إياها بأنها "هجوم على كبار صناع القرار العسكري والسياسي" بمستوى من الشدة "لم نشهده في حياتنا".
جادل المحلل العسكري ريتشارد كيمب بأن إسرائيل "لم يكن أمامها خيار سوى الهجوم"، واصفًا إيران بالنظام "اليائس" الذي لطالما سعى لامتلاك الأسلحة النووية ودعم الإرهاب العالمي. ومع استنفاد الدبلوماسية، حذّر كيمب من أن التقاعس عن التحرك كان سيعني السماح "لنظام أثبت مرارًا قدرته على العنف غير المحدود" بامتلاك أسلحة نووية. وحثّ على مواصلة دعم إسرائيل "لإتمام المهمة"، محذرًا من أن أي استئناف للمفاوضات سيكون خطأً، لأن إيران "لن تحترم" أي اتفاق.
وقالت مجلة فورين بوليسي، فشلت معظم الدول الحليفة لأمريكا في إدراك الخطر الذي يشكله النظام الإيراني الذي يسعى إلى "استغلال سذاجة أمريكا وحذرها لصالح طهران". ووفقًا للمجلة، قررت إسرائيل حل مشكلة التهديد الإيراني، الذي يعتبره الإسرائيليون "وجوديًا"، وضرب "رأس الأفعى" وإنهاء التهديد الإيراني.
أشار عماد الأنيس، خبير العلاقات الدولية في شؤون الشرق الأوسط، في مقال له على قناة الجزيرة الإنجليزية، إلى أن قدرة إسرائيل على تهريب طائرات بدون طيار إلى إيران والعمل في المجال الجوي الإيراني تُشير إلى تحول ملحوظ في ميزان القوى. ووفقًا للأنيس، فإن استغلال إسرائيل لهذه النقاط الضعيفة أمر غير مسبوق في تاريخ الصراع بين البلدين. وجادل مروان بشارة، المحلل السياسي البارز في قناة الجزيرة، بأن إسرائيل تُطمس التحول البراغماتي الأخير في السياسة الخارجية الإيرانية، وأشار إلى أن نتنياهو سعى إلى تصوير إيران على أنها "تهديد وجودي" لإسرائيل منذ توليه منصب وزير الخارجية في أوائل التسعينيات.
ويرى محمد علوش أن ما جرى بعد 7 أكتوبر 2023 لم يكن مجرد ردّ فعل إسرائيلي على هجوم مباغت، بل خطوة محسوبة ضمن خطة أوسع تهدف إلى استدراج محور المقاومة بأكمله إلى مواجهة شاملة، تكون إيران في نهايتها الهدف الرئيسي. ويرفض الفرضية التي تقول إن إسرائيل فوجئت، ويؤكد أن رئيس الوزراء بنيامين نتنياهو كان يعرف منذ اللحظة الأولى إلى أين يريد أن يصل. حرب غزة، والتصعيد في الجنوب اللبناني، والهجمات المتكررة على سوريا، واليمن، لم تكن أحداثًا معزولة، بل أدوات تمهيدية في خطة تهدف إلى خلق مبرر استراتيجي لضرب إيران، رأس المحور الذي تعتبره تل أبيب تهديدًا وجوديًا. كما يشير إلى أن عودة دونالد ترامب إلى البيت الأبيض لم تكن ببرنامج انعزالي كما في ولايته الأولى، بل جاءت هذه المرة باستراتيجية هجومية تحت عنوان "الصفقة الكبرى"، التي لا تعتمد على العقوبات والضغط السياسي فقط، بل تستخدم النار والسلاح لإعادة تشكيل المنطقة وتسليمها بالكامل لإسرائيل، بعد إزالة "الخطر الإيراني" الذي يُزعج واشنطن وتل أبيب وبعض العواصم العربية. ويربط علوش بين التصعيد الأخير في سوريا، وإسقاط النظام هناك كخطوة ضرورية قبل التوجه إلى ضرب طهران، معتبرًا أن ما فشلت فيه الحرب الأهلية السورية خلال 13 عامًا، تحاول إسرائيل تحقيقه اليوم عبر بوابة المواجهة الكبرى.